# Novomoskovskaja (Troitskaja-lijn)
Novomoskovskaja (Russisch: Новомосковская) is een station van de Troitskaja-lijn van de Moskouse metro dat op 28 december 2024 werd geopend. 

## Geschiedenis
Aanvankelijk was het de bedoeling dat het zuidelijke eindpunt van de, in 2014 geplande, Kommoenarka-radius bij het gelijknamige dorp zou komen. In 2016 werd Salarjevo als het nieuwe zuidelijke eindpunt van de Sokolnitsjeskaja-lijn geopend. Tijdens de opening liet burgemeester Sobjanin weten dat deze lijn de tweede metroverbinding  naar Kommoenarka moest worden. Het eindpunt van deze verlenging zou komen bij Stolbovo, een dorp iets ten zuiden van Kommoenarka, en het station werd dan ook onder de naam Stolbovo aanbesteed. 
Op 20 juni 2019 werd het stationsdeel van de Sokolnitsjeskaja-lijn geopend en op 26 augustus 2019 werd aangekondigd dat de Kommoenarka-lijn zou worden doorgetrokken naar Krasnaja Pahra op 45 kilometer ten zuiden van het Kremlin. Het eerste station aan deze verlenging ten zuiden van Kommoenarka zou de overstap bij Stolbovo worden hetgeen op 21 oktober 2019 werd goedgekeurd. Op 20 juli 2021 kreeg ook Stolbovo de naam Kommoenarka en het aanvankelijk geplande eindpunt kreeg de naam Batsjoerinskaja. De naam Stolbovo is doorgeschoven naar het gezamenlijke depot van de Troitskaja-lijn en de Sokolnitsjeskaja-lijn, dat ten zuiden van het station is gebouwd. In de zomer van 2024 werd besloten om de de overstap tussen de Sokolnitsjeskaja-lijn en de Troitskaja-lijn te noemen naar de okroeg waar het station ligt. Zodoende was het station al voor de opening toe aan zijn derde naam, dit keer Novomoskovskaja. De naam Kommoenarka is sindsdien weer terug bij het station dat in de eerste plannen voor de lijn die naam zou krijgen.

## Ligging en inrichting
Het betreft een enkelgewelfdstation dat vrijwel haaks ligt op het gelijknamige station aan de Sokolnitsjeskaja-lijn. Aan de stadszijde is een verbindingsspoor tussen de beide lijnen waarover materieel gewisseld kan worden tussen de Troitskaja-lijn en het depot. Aan de zuidwest kant van het perron liggen vier sporen waarvan de middelste twee als keer- en opstelsporen dienen, de buitenste sporen zullen vanaf 2028 dienstdoen voor het metroverkeer van en naar Troitsk dat in de uitgewerkte plannen van de verlenging het zuidelijke eindpunt is. Hierom is de lijn op 20 juli 2021 dan ook Troitskaja genoemd.   